# Novoalekséyevskaya (Krasnodar)
Nolovalekséyevskaya (del ruso: Новоалексе́евская), es una stanitsa del raión de Kurgáninsk del krai de Krasnodar, en Rusia. Está situada a orillas del río Siniuja afluente por la derecha del Labá, tributario  del Kubán, 27 km al sureste de Kurgáninsk y 156 km al este de Krasnodar. Tenía una población de 3 617 habitantes
Es cabeza del municipio Novoalekséyevskoye, al que pertenecen asimismo Urmiya y Vysoki.

## Historia
La localidad fue fundada en el año 1912 como jútor Novoalekséyevski en homenaje al zarévich Alekséi. En 1916 se le concedió el grado de stanitsa.